# Joan Maxenci
Joan Maxenci (en llatí Joannes Maxentius) fou un religiós romà d'Orient que va viure al segle vi en temps de l'emperador Justí I (518-527). De vegades se l'ha identificat amb Joan d'Escitòpolis.
En aquest moment uns monjos anomenats escites (perquè venien de Tomi i terres adjacents, al sud del Danubi) van introduir a Constantinoble l'expressió Unus e Trinitate in carne crucifixus est que fou considerada propera als eutiquians, ja que la fórmula ortodoxa era Una Persona e Trinitate. Això va donar peu a una de les famoses discussions bizantines. Joan Maxenci va fer cap a Constantinoble vestit d'abat, encara que no se sap d'on ho era, i va donar suport als anomenats escites però no consta que fos un dels iniciadors de la controvèrsia, que es va complicar quan s'hi va afegir la controvèrsia sobre la divina gràcia, que havia tornat a aparèixer per la difusió dels escrits del bisbe Faust de Riés.
Maxenci va esdevenir el cap dels escites i va presentar una confessió de fe als llegats del papa Hormisdes I que eren a Constantinoble per altres afers, i que el lliurava de l'acusació d'eutiquianisme; es tractava d'obtenir la sanció a l'expressió Unus e Trinitate i per això Maxenci va anar a Roma per veure al papa, però no ho va aconseguir i al cap de poc temps va retornar.
Més tard Hormisdes va atacar els escites als que va tractar en una carta de mentiders i gent de mal caràcter. Maxenci en va escriure una rèplica, i per tenir més llibertat per atacar-lo va considerar falsa la carta del papa. Després no torna a ser esmentat a la història.
Va deixar escrit:
- 1. Joannis Maxentii Confessio suae Fidei, s. de Christo Professio, amb una carta als delegats de la Santa Seu.
- 2. Ejusdem contra Nestorianos Capitula. Dotze breus anatemes.
- 3. Ejusdem alia Fidei professio. No se sap per quin motiu es va escriure.
- 4. Ejusdem Adunationis Verbi Dei ad propriam Carnem Ratio.
- 5. Joannis Maxenti ad Epistolam Hormisdae Responsio.
- 6. Ajusdem contra Acephalos Libellus.
- 7. Ejusdem Dioloyoruin contra Nestorianos, Libri II.[1]